# Sedlovina, Kărdjali
Sedlovina (în bulgară Седловина) este un sat în comuna Kărdjali, regiunea Kărdjali,  Bulgaria. 

## Demografie
Componența etnică a satului Sedlovina
     Turci (93,89%)
     Nicio identificare (6,1%)
     Altele (0%)
La recensământul din 2011, populația satului Sedlovina era de 295 locuitori. Din punct de vedere etnic, majoritatea locuitorilor (93,89%) erau turci. Pentru 6,1% din locuitori nu este cunoscută apartenența etnică.